# 张欣 (企业家)

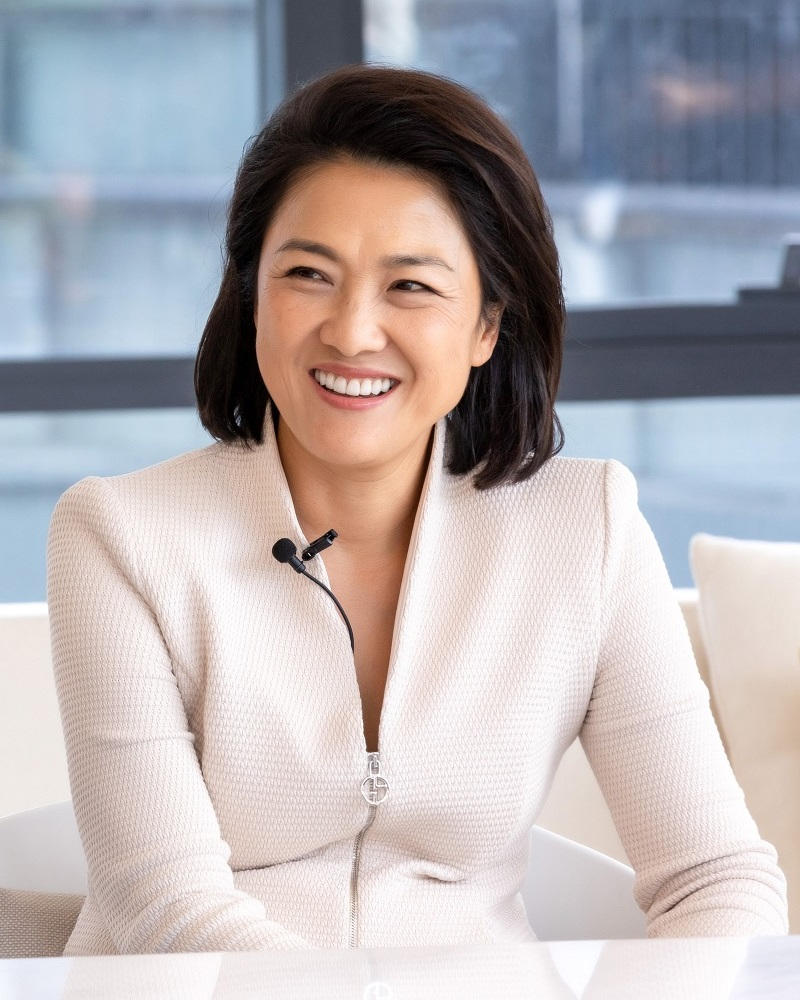
攝於2019年

張欣（1965年8月24日—），女，美籍華裔企业家，曾任SOHO中国CEO。

## 生平
1965年生於北京，1979年随父母定居香港。為巴哈伊信徒。之后张欣带着5年打工攒下的3千英镑,只身前往英国萨塞克斯大学学习经济学。1980年代毕业于英国萨塞克斯大学經濟系。1992年，從劍橋大學畢業，獲得發展經濟學碩士學位。
她曾經是SOHO中国公司的高层，1994年结识潘石屹并与其结婚。曾经登上福布斯中國富豪榜。